# Bolek (Seminolen)
Bolek († 1821), auch bekannt als Boleck oder Bowlegs, war ein Oberster Häuptling der Seminolen. Er war ein Sohn von Cowkeeper (Secoffee), dem Häuptling der Alachua-Seminolen. Später war er Anführer der Seminolen während des Ersten Seminolenkrieges.
Die Expansion der amerikanischen Siedler in Spanisch-Florida führte bei Bolek wie auch später bei seinem Nachfolger Micanopy zu einer Gegnerschaft zwischen ihm und den Amerikanern. Hinzu kam noch, dass sich immer mehr entlaufene schwarze Sklaven zu den Seminolen flüchteten. Viele von ihnen heirateten in den Stamm ein. Weiße Sklavenhalter aus Georgia drangen immer wieder in das Land der Seminolen ein, um die entlaufenen Sklaven zurückzuholen. 
Bei  Ausbruch des Britisch-Amerikanischen Krieges im Jahr 1812 kam es auch zu Kämpfen im Grenzgebiet des südlichen Georgias. Seminolen unter der Führung von King Payne und seines Bruders Bolek griffen Siedlungen entlang der Grenze von Florida und Georgia an. Auch nach dem Ende des Krieges von 1812 kam es immer wieder zu Kampfhandlungen zwischen den Seminolen und der Miliz von Georgia.  
Einheiten dieser Milizen drangen unter der Führung von Colonel Daniel Newnan (King Payne wurde während des Gefechtes im Jahr 1812 getötet, Bolek wurde verwundet), später unter Colonel John Williams in das Gebiet der Seminolen vor. Sie zerstörten mehrere Dörfer der Indianer und erbeuteten größere Herden von Pferden und Rindern. Die Kämpfe setzten sich bis zum Creek-Krieg von 1813 bis 1814 fort. 
Während des Ersten Seminolenkrieges von 1818 marschierten Einheiten unter General Andrew Jackson in den Norden Floridas ein. Das Dorf Miccosukee, dessen Oberhaupt der Seminolen-Häuptling Kinache war, wurde erobert und zerstört. Das Dorf war ein Stützpunkt Boleks während seiner Angriffe auf die Siedlungen von Georgia. Des Weiteren wurden mehrere Dörfer der Seminolen entlang des Suwannee Rivers zerstört und die Siedlung Saint Marks besetzt. Am 23. Mai 1818 eroberte Jackson Pensacola. Bolek starb im Jahre 1821. Sein Nachfolger als Oberster Häuptling wurde sein Großneffe Micanopy.
Ein anderes Mitglied aus Cowkeepers Familie war Billy Bowlegs.